# Kirche Oberschöna

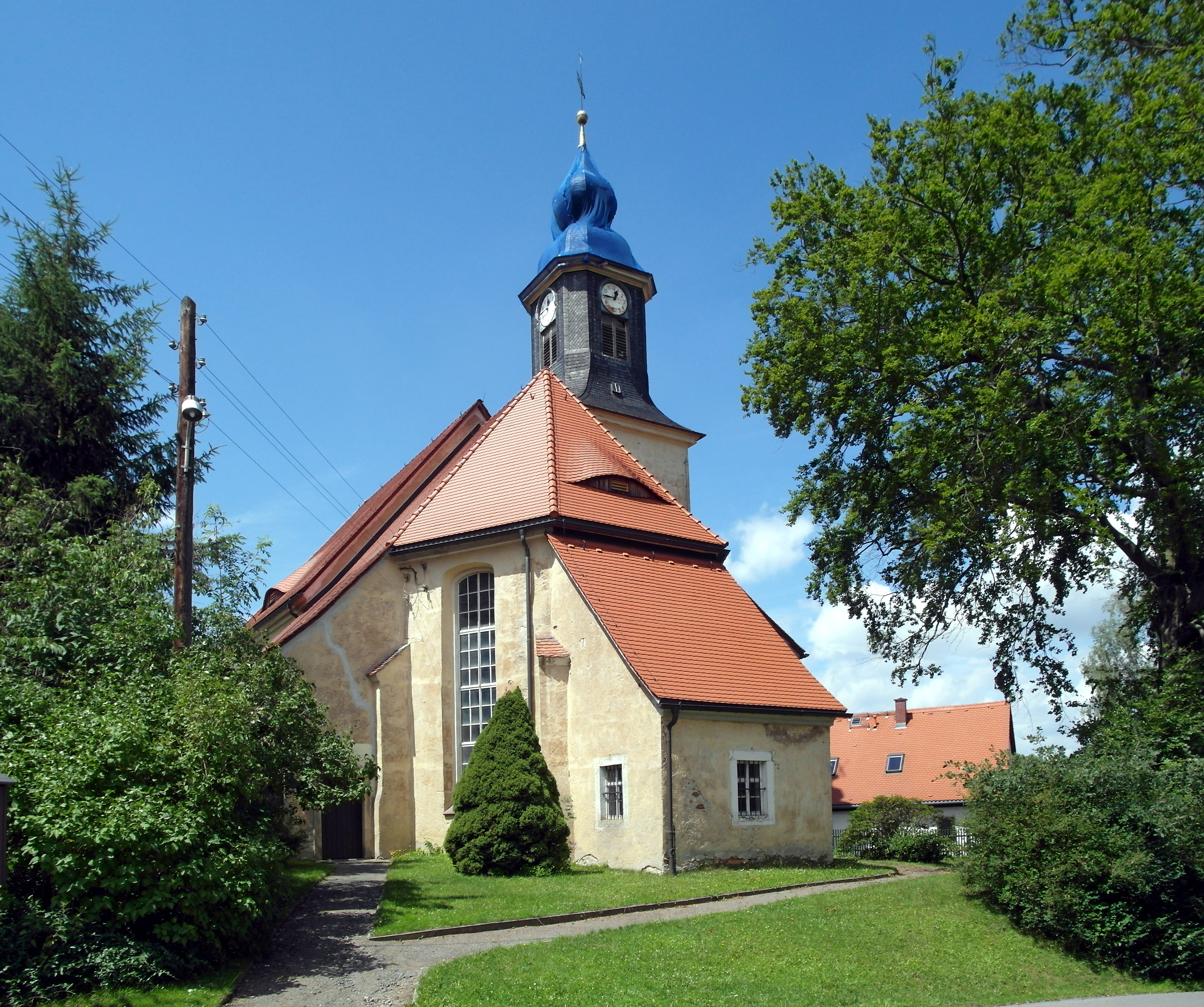
Kirche Oberschöna

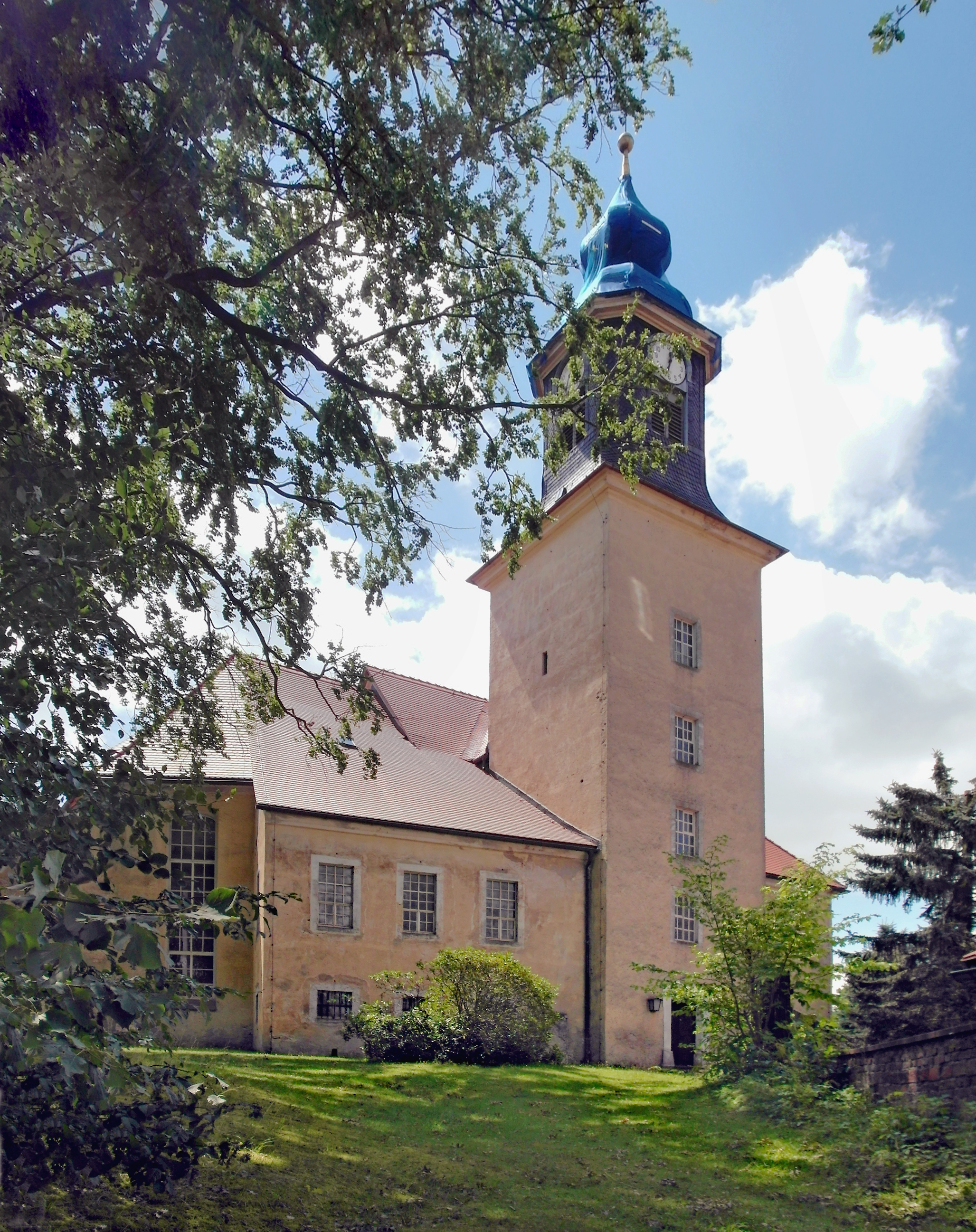
Nordseite

Die evangelische Dorfkirche Oberschöna ist eine überwiegend im 18. Jahrhundert in heutiger Form fertiggestellte spätbarocke, im Kern mittelalterliche Saalkirche in der Gemeinde Oberschöna im Landkreis Mittelsachsen in Sachsen. Sie gehört zur Kirchengemeinde Oberschöna-Langhennersdorf im Kirchenbezirk Freiberg der Evangelisch-Lutherischen Landeskirche Sachsens.

## Geschichte und Architektur
Die spätbarock geprägte Kirche steht auf dem ehemaligen Burgberg und bewahrt im Chor und Turmunterbau einen mittelalterlichen Kern. Sie wurde nach einem Brand im Jahr 1761 durch den Ratszimmermeister Johann Gottlieb Ohndorff und den Maurermeister Johann George Hinkelmann im Jahr 1762 neu erbaut; der Turmaufbau mit Haube stammt aus der Zeit um 1770. Eine Restaurierung erfolgte in den Jahren 1960/1961. Das Bauwerk ist ein verputzter Bruchsteinbau mit dreiseitigem Chorschluss, dort sind noch Strebepfeiler vorhanden. Bis auf die hausartigen Anbauten an Nord- und Südseite wird das Bauwerk von hohen Stichbogenfenstern erhellt; im Osten ist die Sakristei angebaut. Der Turm ist über quadratischem Grundriss an der Nordseite erbaut und trägt ein verschiefertes polygonales Glockengeschoss mit kräftigem Kranzgesims und Haube mit Zwiebel als Abschluss.
Im Innern ist das Bauwerk flachgedeckt, mit schlichten doppelgeschossigen Emporen an der Nord- und Südseite sowie mit Betstuben und Patronatslogen im Chor.

## Ausstattung

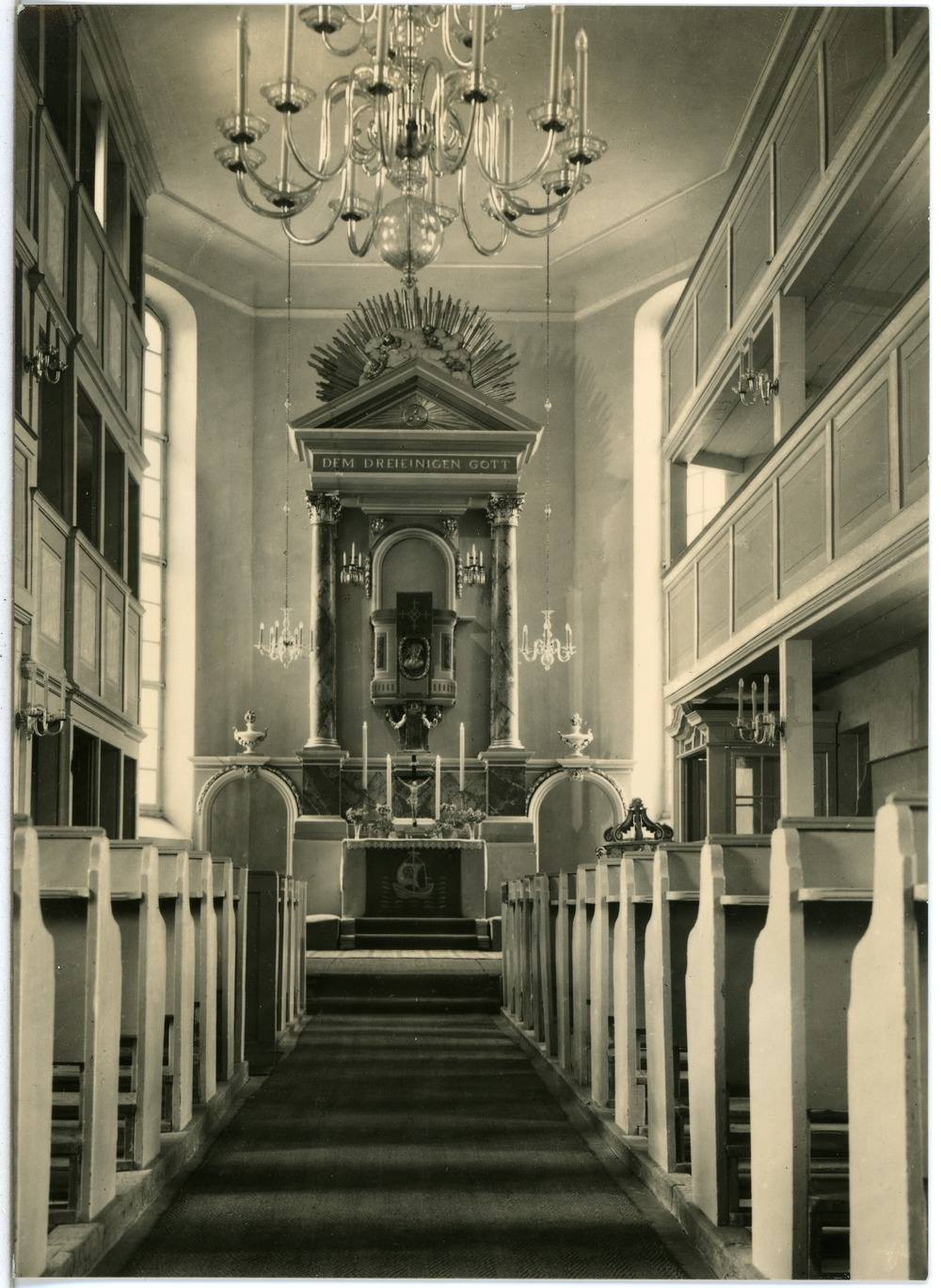
Innenansicht (Aufnahme 1963)

Das Hauptstück der Ausstattung ist ein klassizistischer Portikuskanzelaltar aus Holz mit seitlichen Abendmahlsdurchgängen aus den Jahren 1766–1768 von Johann Gottfried Stecher unter Mitarbeit von Johann Gottfried Edeborn, der im Jahr 1966 restauriert wurde. Der klare Aufbau mit Elementen des Zopfstils zeigt am Kanzelkorb ein feines Relief eines Christuskopfes.
Die Orgel mit klassizistischem Prospekt ist ein mehrfach überarbeitetes Werk von Urban Kreutzbach aus dem Jahr 1887/1888 mit 16 Registern auf zwei Manualen und Pedal. Sie steht in der ersten Etage der zweistöckigen Empore, die sich in Hufeisenform im Inneren herumzieht.

## Pfarrhaus und Seelsorge
Das Pfarrhaus bildet mit der Kirche ein Ensemble; es ist ein zweigeschossiger verputzter Bruchsteinbau mit dreigeschossigem Mittelrisalit und barockem Sandsteinportal; es ist durch ein steiles Walmdach bekrönt und wurde 1722 errichtet und 1867 renoviert. Das Hinterhaus ist mit Fachwerkobergeschoss und Krüppelwalmdach ausgeführt und stammt aus der Zeit um 1800.
Die aktuelle Pfarrerin im Jahr 2024 ist Maria-Theresia Kaiser. Vierteljährlich wird für die Mitglieder der Kirchengemeinde der Gemeindebrief herausgegeben.

## Friedhofskapelle
Die Friedhofskapelle ist ein kleiner Fachwerkbau mit Krüppelwalmdach und verbretterten Giebeln aus der Zeit um 1830 mit einem lebensgroßen Kruzifix am Südgiebel vom Ende des 17. Jahrhunderts. Auf dem Friedhof befindet sich die schlichte Grabstätte derer von Carlowitz aus dem Jahr 1826.